# Tom Lea (cầu thủ bóng đá)
Thomas Lea là một cầu thủ bóng đá người Anh thi đấu ở Football League cho Accrington.